# スコット・カルヴァート
スコット・カルヴァート（Scott Kalvert, 1964年8月15日 - 2014年3月5日）は、アメリカ合衆国の映画監督。
ニューヨーク州ニューヨーク出身。2014年3月5日、カリフォルニア州ロサンゼルスウッドランドヒルズの自宅にて自殺。49歳だった。

## 監督作品
- デュースワイルド
- バスケットボール・ダイアリーズ